# 幸町職務官舍群
幸町職務官舍群，是日治時期建於台北市幸町的官舍群，建築年代於在大正後期（1920年代）至昭和初期（1940年代），此區為總督府所屬單位不同階級職務官舍的分佈區南端為總督府重要職務官舍，戰後作為政府中央官員宿舍，至今仍保存許多日式宿舍。戰後，部分官舍在都市發展下，逐步拆除改建或轉為道路用地，目前部份散布在濟南路、齊東街一帶的官舍已指定為台北市文化資產。

## 宿舍分布
幸町之北為樺山町，東邊隔堀川（新生南路）和大安相鄰，南側是東門町，西邊是官、公廳集中的城內。幸町西側鄰接城內，多為官廳、學校等；官舍則分布在幸町東側，北邊屬於中、低階職員宿舍，南邊則是台灣總督府的重要職務官舍。幸町東側之範圍約今金山南路、濟南路、泰安街、齊東街一帶。

## 文化資產

### 一般官舍

#### 齊東街日式宿舍群
齊東街一帶的日式宿舍於2004年登錄為台北市文化資產，一共包含1座市定古蹟，和9座歷史建築。

#### 金山南路1段30巷12號日式宿舍
2007年登錄為台北市歷史建築，2010年開始整修，2013年完工，現由「社團法人中華古琴學會」經營作為台北書畫館，推廣書、畫展覽推廣。

### 高級官舍

#### 幸町日式宿舍－臨沂街27巷1號
其為和洋折衷式樣建築，格局特殊，東面應接室、露台為洋式，西邊為和式。 1997年收回後閒置，2015年修復完工後，由頂禾開發公司經營文房。

#### 孫運璿濟南路寓所
此建物約建於1930年，原為三菱商事株式會社台北支店長住宅，戰後曾作為省政府副主席宿舍。孫運璿自1962年至1980年間，擔任臺電總經理、經濟部長及行政院長時，共入住於此18年。現為行政院副院長職務官舍使用。

#### 海軍將官官舍
此建築為建於日治末期的為洋式風格宿舍。戰後，本區域為海軍將官官舍群，曾住有馬紀壯將軍、黎玉璽將軍、蔣謙將軍及裴毓棻將軍。目前閒置已久，維護狀況不佳，待修復再利用。

#### 李國鼎故居
曾為遞信部的高等官舍，李國鼎自1972年遷入至晚年。2003年登錄為台北市市定古蹟。

#### 國立臺灣大學日式宿舍－銅山街4號
為一日式建築，門廳木刻花柱有特色。台大前校長陳維昭居住於此。

#### 杭州南路一段75號日式宿舍
其建築具和洋混風特色，室內日式佈局仍保存完整。1953年，劉欽侯受任臺灣省工業試驗所時居住於此。其特殊的木構設計被文資委員評為頂級歷史建築。